# Ksamil
Ksamil (em grego:  Εξαμίλιο) é uma comuna (em albanês:  komuna) da Albânia localizada no distrito de Sarandë, prefeitura de Vlorë.